# Bacino di Uglič
Il bacino di Uglič (in russo Угличское водохранилище?, Ugličskoe vodochranilišče) è un bacino idrico a canale posto sul fiume Volga, situato all'interno dell'Ugličskij rajon nell'Oblast' di Jaroslavl' e nei rajon Kimrskij, Kaljazinskij e Kašinskij nell'Oblast' di Tver'. Esso fu costruito nel 1939 insieme alla centrale idroelettrica di Uglič e il suo serbatoio è utilizzato per l'energia, la navigazione, la pesca e anche per l'approvvigionamento idrico.
Il canale si estende per 146 km ed effettua la regolazione stagionale del deflusso. L'altezza sul livello del mare è di 113 m e il bacino di utenza è di 60.000 km².

## Storia
Il bacino si trova nei territori degli ex principati di Uglič e Kašin, i quali, abitati fin dall'antichità, conservavano numerosi monumenti storici e architettonici, come l'ex monastero Troickij Makar'ev. Il 14 settembre 1935, il Consiglio dei Commissari del Popolo dell'URSS e il Comitato Centrale del Partito Comunista di Tutta l'Unione dei Bolscevichi adottarono una risoluzione sull'inizio della costruzione degli impianti idroelettrici di Rybinsk e Uglič. I lavori durarono dal 1939 al 1943, mentre nel 1947 fu completato il riempimento del serbatoio. Circa 30 villaggi e insediamenti, insieme a 30 chiese urbane e rurali, finirono sott’acqua.

## Descrizione
L'area del serbatoio è di 249 km², il volume è di 1.245 km³, il volume utile è di 0.809 km³, la profondità media è di 5,5 m e la larghezza è fino a 5 km. La fuoriuscita più ampia è la portata di Sknjatino che è di 5,1 km.
La profondità massima è di 23 m, e viene raggiunta lungo il canale principale del Volga. Una vasta area è occupata da acque poco profonde con profondità inferiori a 5 m (56% della superficie totale). Il serbatoio di regolazione annua viene abbassato di un livello di 2-3 metri durante il periodo invernale, prima che la neve si sciolga, mentre in primavera il bacino viene nuovamente riempito con l'acqua del disgelo fino alla soglia standard di 113 m sul livello del mare. In estate vengono effettuati periodici passaggi idrici presso la centrale idroelettrica, motivo per cui il livello dell'acqua oscilla.
Gli affluenti provenienti da destra sono la Dubna, la Chotča, la Volnuška, il Nerl' e la Žabnja, mentre da sinistra vi sono la Medvedica, la Kašinka e la Pukša.

## Pesca
Il bacino ospita 29 specie di pesci tipiche del bacino del Volga, come saraghi, triotti, lucci, alborelle e bottatrici. Dalle ricerche effettuate è emerso che il pesce più comune nel bacino è l'orata, che comprende circa il 55-60% di tutti i pesci presenti. Nessuna specie presenta degli habitat permanenti, in quanto sia predatori che pesci pacifici vagano costantemente alla ricerca del miglior cibo e dei luoghi ricchi di ossigeno.